# Outeiro do Louriçal
Outeiro do Louriçal é uma localidade portuguesa situada  na freguesia do Louriçal, Município de Pombal, Distrito de Leiria. Fica situada entre Louriçal e Carriço.

## Significado do nome
Etimológico: Um outeiro significa uma pequena elevação de terreno; colina; concurso poético de apaixonados propostos pelas freiras, junto dos conventos.
Popular: O povo diz que Louriçal deve-se ao facto de antigamente existirem loureiros e salinas, logo Outeiro do Louriçal seria uma elevação pertencente a Louriçal.

## História
Informações paroquiais de 1721 indicam que antes de ser Outeiro do Louriçal esta localidade era denominada de Casal do Outeiro. A nível de curiosidade, em 1836, Outeiro do Louriçal tinha 51 casas.
Em 1810, durante a revolução Francesa o Outeiro do Louriçal foi um dos locais atingidos pela tropa Francesa. O povo desta pequena aldeia foi castigado, presos e roubados.
Os jovens de Outeiro do Louriçal fizeram parte do Exercito Português na França durante a primeira Guerra Mundial de 1914/1918.
Outeiro do Louriçal tem imigrantes em várias partes do mundo.
Entre 1958 - 1969 a família do Sr. José Jordão e de Dna. Deolinda Marques Jordão de Outeiro do Louriçal imigraram para o Canadá, onde residem cerca de 50 pessoas desta família (ano de 2006), na Província de Ontário.
Entre 1930 - 1958 a família do senhor José Dias Jordão e Maria da Graça da Silva, do outro lado, a família de João das Neves e Maria das Neves moradores de outeiro Louriçal fecham um matrimonio entre seus consequentes filhos, Manuel Maria Neves da família de João e Maria do Carmo Jordão da família de José, que tiveram três filhos em Outeiro, Carlos Jordão das neves, Maria Ivone e Saudade Jordão, que partiram para o Brasil em 1954.
Com sua chegada à São Paulo, Brasil, foi se tomada a escolha de residir em tal, sendo atualmente uma grande família com entorno de 25 membros, estabelecendo-se no bairro de São Miguel Paulista, seu primeiro neto, Sr. André Jordão das Neves comerciante da região